# Fejervarya verruculosa
Espèce
Synonymes
- Rana tigrina var. verruculosa Roux, 1911

Statut de conservation UICN

 LC  : Préoccupation mineure
Fejervarya verruculosa est une espèce d'amphibiens de la famille des Dicroglossidae.

## Répartition
Cette espèce se rencontre dans les petites îles de la Sonde :
- au Timor oriental ;
- en Indonésie à Wetar, à Sumba, à Alor, à Damer et au Timor occidental.

## Publication originale
- Roux, 1911 : Elbert-Sunda-Expedition des Frankfurter Vereins für Geographie und Statistik. Reptilien und Amphibien. Zoologische Jahrbücher, Abteilung für Systematik, Geographie und Biologie der Tiere, Jena, vol. 30, p. 495-508 (texte intégral).